# Lepidopus dubius
Lepidopus dubius är en fiskart som beskrevs av Nikolai V. Parin och Mikhailin, 1981. Lepidopus dubius ingår i släktet Lepidopus och familjen Trichiuridae. Inga underarter finns listade i Catalogue of Life.